# Eternal Flame Falls
Die Eternal Flame Falls sind ein kleiner Wasserfall im Shale Creek Preserve, einem Teil des Chestnut Ridge Park im Westen von New York. Eine kleine Grotte am Fuß des Wasserfalls gibt Erdgas ab, das angezündet werden kann, um eine kleine Flamme zu erzeugen. Diese Flamme ist fast das ganze Jahr über sichtbar.

## Tourismus
Früher waren die Wasserfälle ein abgelegener Ort. Heute haben jedoch die Medien die Aufmerksamkeit auf den Wasserfall gelegt und es gab Verbesserungen des Zugangswegs, was zu einer erhöhten Besucherzahl geführt hat. Die zunehmende Popularität der Wasserfälle hat zu einigen negativen Auswirkungen geführt, wie z. B. zu einer Zunahme von Müll, Vandalismus, Umweltverschmutzung. 2012 sollte der umliegende Wald abgeholzt werden, was jedoch durch Proteste gestoppt wurde.

## Erdgas
Geologen der Indiana University Bloomington und des italienischen Istituto Nazionale di Geofisica e Vulcanologia untersuchten die Eternal Flame Falls im Jahr 2013, um besser zu verstehen, wie Erdgas aus natürlich vorkommenden Kohlenwasserstoffquellen zu Treibhausgasen in der Atmosphäre beiträgt. Sie fanden heraus, dass der „Makro-Seep“ bei Eternal Flame Falls höhere Konzentrationen an Ethan und Propan (ca. 35 %) aufwies als andere bekannte Erdgas-Seeps, die typischerweise einen größeren Anteil an Methan enthalten. Sie schätzten, dass das Sickerwasser an den Wasserfällen etwa ein Kilogramm Methan pro Tag ausstößt. Außerdem soll es viele weitere kleine Quellen geben.

### Ewige Flamme
Die Flamme hinter dem Wasserfall wird "ewige Flamme genannt" und brennt durchgehend. Nur sehr selten muss sie neu entflammt werden.

## Galerie

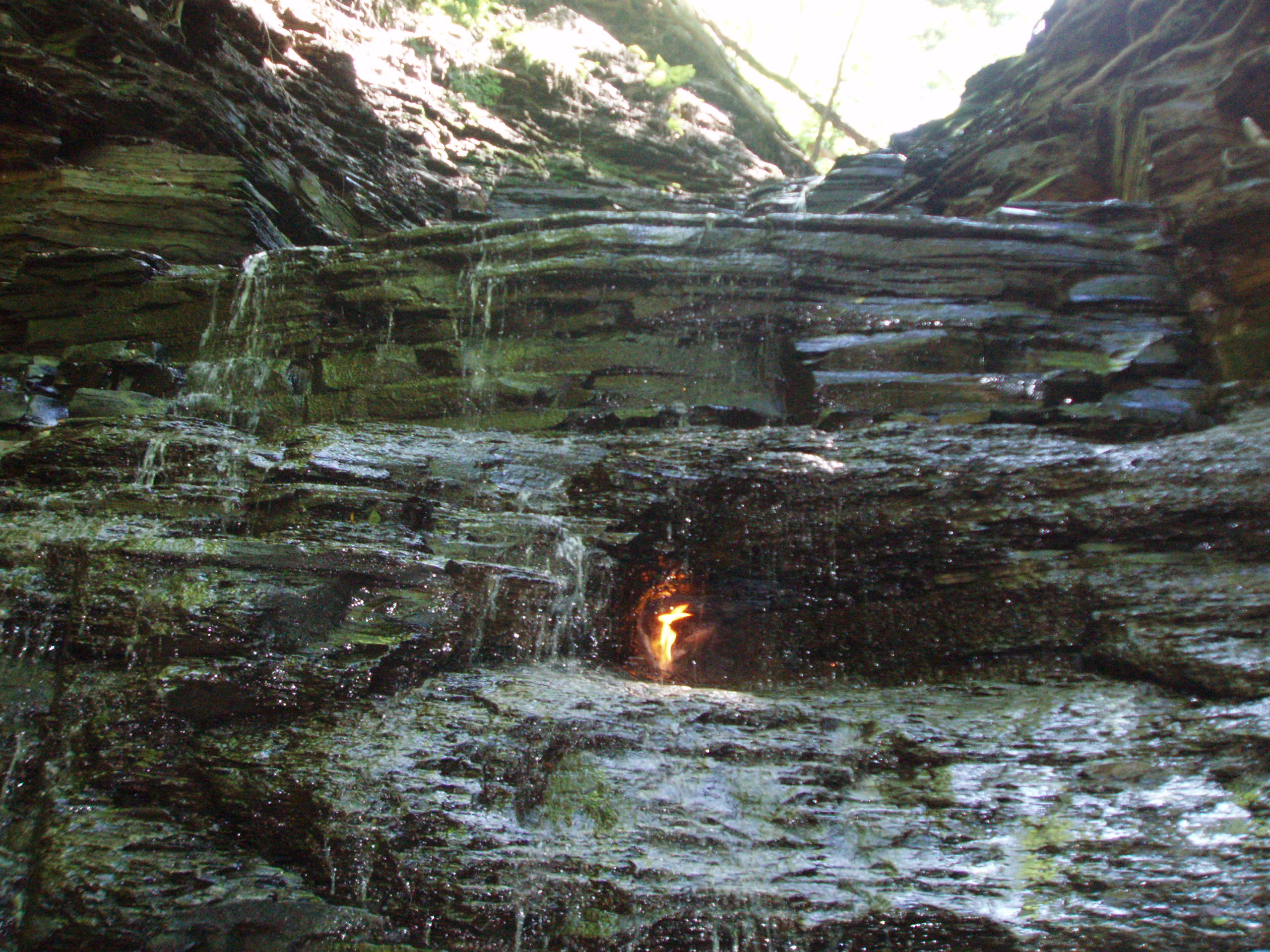
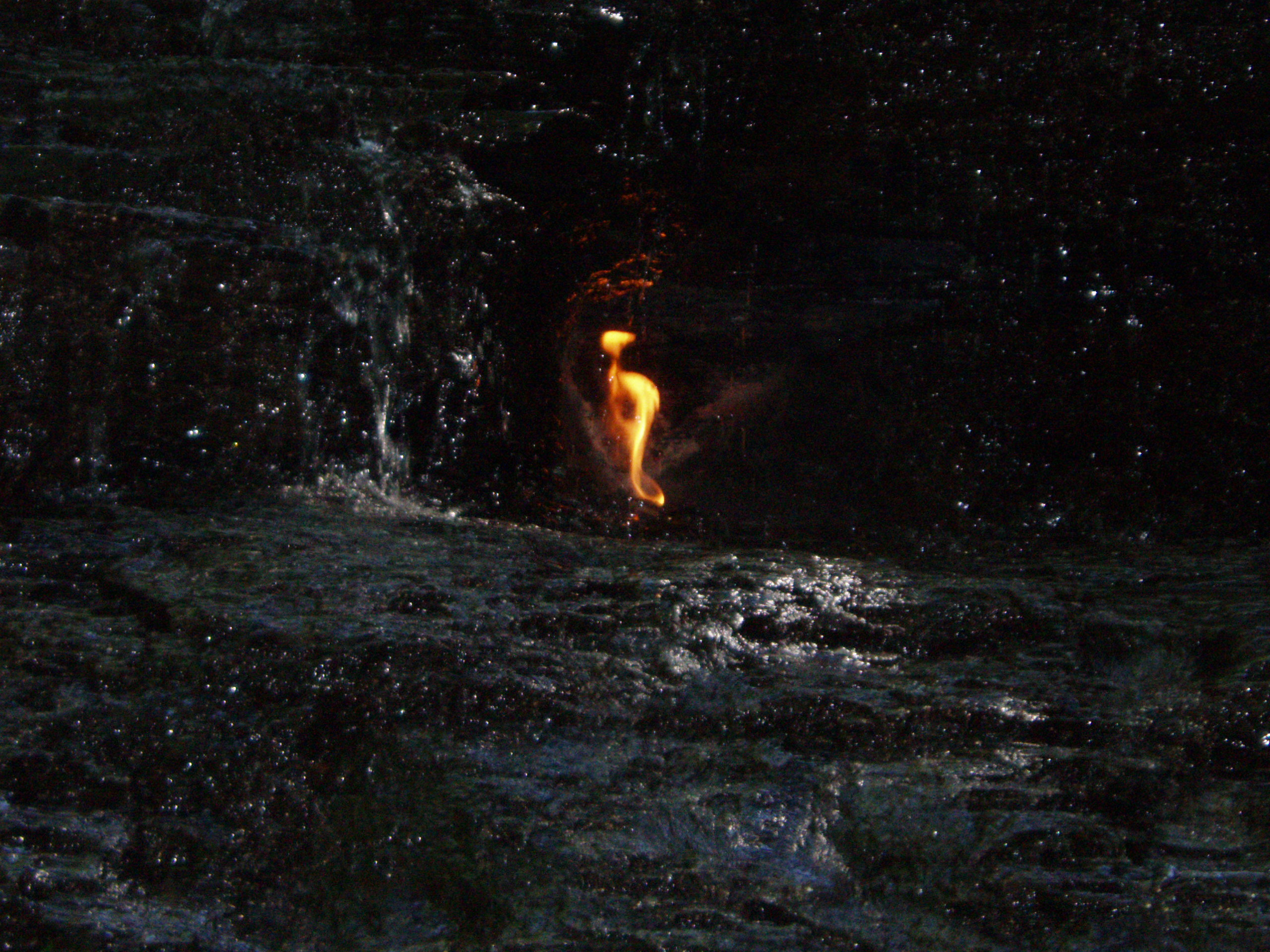